# Schippia concolor
Schippia concolor ist die einzige Art der Pflanzengattung Schippia innerhalb der Familie der Palmengewächse (Araceae). Sie ist in Zentralamerika heimisch.

## Beschreibung

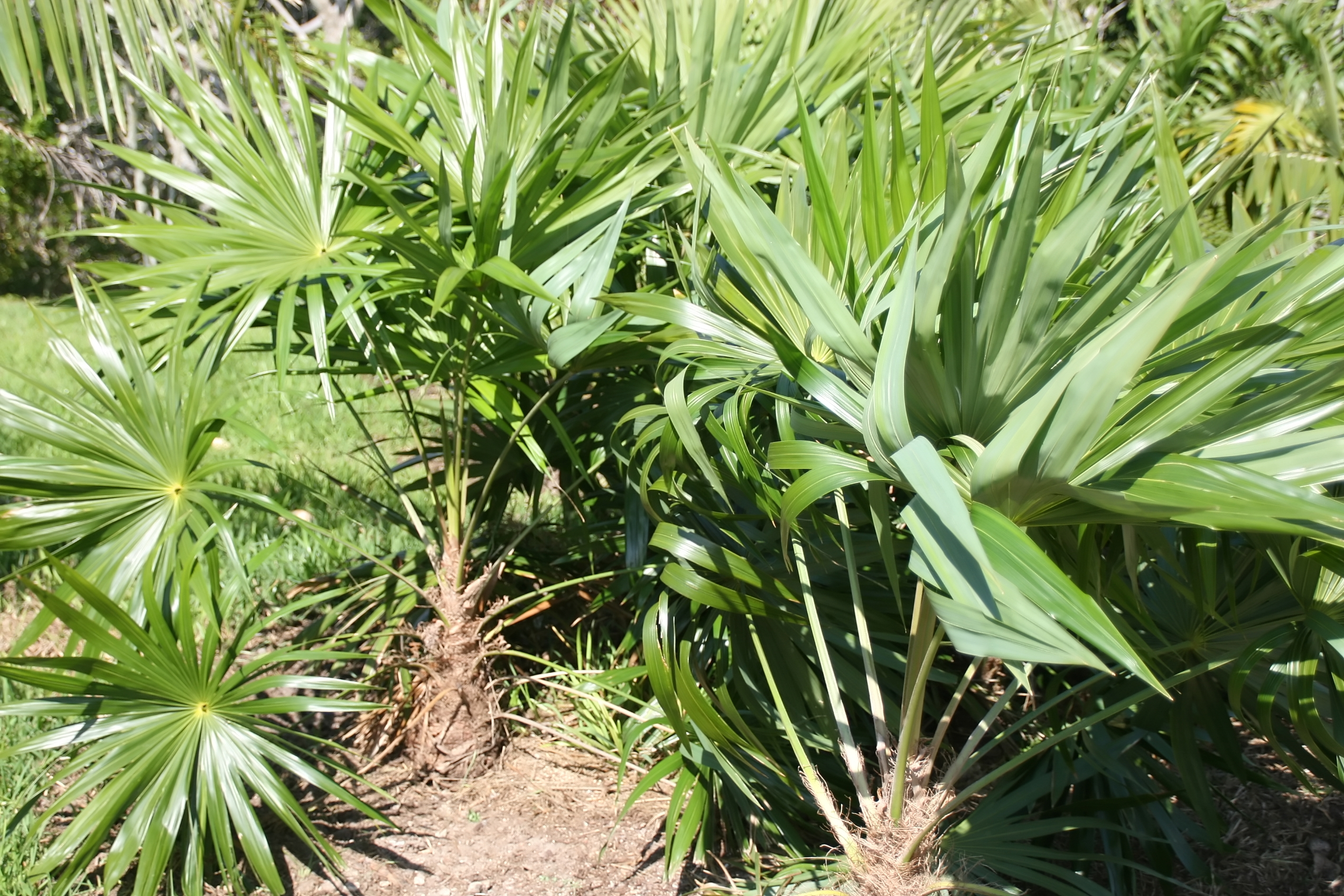
Junge Exemplare und Laubblätter

### Vegetative Merkmale
Schippia concolor ist eine mäßig große, einzelstämmige, unbewehrte, mehrmals blühende Fächerpalme. Der Stamm ist schlank, längsgestreift, rau und trägt erhabene Blattnarben. Die Blätter sind induplicat (V-förmig) gefaltet, und palmat bis kurz costapalmat. Der Blattstiel ist sehr lang. Die Blattspreite ist bis über die Mitte in schmale, sich verschmälernde, einfach gefaltete Segmente zerteilt, deren Spitzen ungleich und sehr kurz bifid sind. Die Blattunterseite ist heller.

### Generative Merkmale
Der Blütenstand steht einzeln, zwischen den Blättern (interfoliar) und ist deutlich kürzer als die Blätter. Er ist meist zweifach verzweigt, selten dreifach. Der Blütenstandsstiel ist meist kurz. Die Blüten besitzen eine lange, stielartige Basis. Die unteren Blüten jeder blütentragenden Achse sind zwittrig, die oberen sind männlich. Die Anzahl der Staubblätter beträgt sechs pro Blüte. Der Fruchtknoten besteht aus einem Fruchtblatt.
Die Frucht ist kugelig, der Narbenrest steht apikal. Das Exokarp ist glatt, dass Mesokarp dünn und fleischig; das Endokarp ist glatt und häutig.
Die Chromosomenzahl beträgt 2n = 36.

## Vorkommen
Schippia concolor kommt nur in Belize und Guatemala vor, wo sie im Unterwuchs des tropischen Regenwaldes wächst.

## Systematik
Der Gattungsname Schippia ehrt den australischen Pflanzensammler William August Schipp (1891–1967), der die ersten Exemplare dieser Art aufgesammelt hatte. Die Erstbeschreibung der Art Schippia concolor erfolgte 1933 durch Max Burret in Notizblatt des Botanischen Gartens und Museums zu Berlin-Dahlem. Berlin-Dahlem, Band 11, S. 868 und dabei wurde die Gattung Schippia Burret aufgestellt.
Schippia concolor Burret ist die einzige Art der Gattung Schippia. Die Gattung Schippia Burret gehört zur Tribus Cryosophileae in der Unterfamilie Coryphoideae innerhalb der Familie Arecaceae. Ihre systematische Stellung innerhalb der Tribus ist noch nicht endgültig geklärt.